# Florenc (stație de metrou din Praga)
Florenc fosta Sokolovská este o stație corespondență. Aici se întălnesc Liniile B și C. A fost data in folosinta pe 9 mai 1974 pentru Linia C. Florenc a fost capătul Liniei C din 1974 până in 1980 și în anul 1985 a fost inaugurată Linia B.